# Jakob Hutter
Jakob Hutter (1500 – 1536. február 25.) tiroli anabaptista vezető, a hutteriták alapítója.

## Élete
1500 körül St. Lorenzo mellett született, Dél-Tirolban. A kalapkészítést tanulta ki és vándorkereskedő lett. Később Spittalban, Karintiában telepedett le. Valószínűleg Klagenfurtban találkozott először az anabaptistákkal és a hitükre tért. Elkezdett prédikálni a Puster-völgyi régióban, több kis gyülekezetet alkotva.
1527-ben I. Ferdinánd Habsburg főherceg kijelentette, hogy az eretnek szekták "nem tolerálhatóak".
Amikor a tiroli osztrák hatóságok 1529 elején megtudták az anabaptisták tevékenységeit, elkezdték üldözni őket.
Hutter 1533-ban Morvaországba menekült, amikor a tiroli anabaptisták üldöztetése a tetőfokára hágott. Sok sváb és sziléziai anabaptista is Morvaországba menekült. Hutter összegyűjtötte az anabaptista gyülekezeteket és a mozgalom Morvaországban virágzásnak indult. A vezetése alatt számos gyülekezet elfogadta a vagyonmegosztást, az erőszakmentesség és a felnőttkeresztség mellett.
1535-ben minden anabaptistát kiutasítottak Morvaországból, akik szétszóródtak a környező országokban. Hutter visszatért Tirolba, ahol november végén feleségével együtt letartóztatták és Bronzolo erődjébe szállították őket. Decemberben visszavitték a tiroli fővárosba Innsbruckba, és kegyetlen kínzások mellett kényszerítették, hogy fedje fel más anabaptisták nevét.
1536. február végén Innsbruckban máglyahalálra ítélték; a krónikás megjegyzi, hogy összesen a szekta 360 tagját végezték ki.

## Fordítás
- Ez a szócikk részben vagy egészben  a   Jacob Hutter című angol Wikipédia-szócikk fordításán alapul.  Az eredeti cikk szerkesztőit annak laptörténete sorolja fel. Ez a jelzés csupán a megfogalmazás eredetét és a szerzői jogokat jelzi, nem szolgál a cikkben szereplő információk forrásmegjelöléseként.